# نتح دهني

النتح الدهني أو الدهن أو الزهم أو المادة الدهنية (بالإنجليزية: Sebum)‏ مادة تفرز من الغدد الدهنية في الجلد، وتتكون أساسا من ثلاثي الغليسريد (حوالي 41٪)، إسترات الشمع (حوالي 26٪) وسكوالين (حوالي 12٪) والأحماض الدهنية الحرة (حوالي 16٪).
تكوين الزهم يختلف عبر الأنواع. استرات الشمع والسكوالين هي فريدة من نوعها ولا تنتج مثلها في أي جزء آخر في الجسم. حمض السابينيك هو حمض دهني موجود في الزهم ويمتاز البشر به فهو غير موجود في الكائنات الأخرى، وله دور في ظهور حب الشباب. الزهم عديم الرائحة، ولكن وجود عدوى بكتيرية فيه يمكن أن تنتج الروائح القوية.
ومن المعروف أن الهرمونات التناسلية تؤثر على معدل إفراز الزهم. وقد تبين أن الأندروجينات مثل التستوستيرون تحفز إفرازه، أما الإستروجينات فهي تثبط الإفراز. يعمل ديهدروتستوستيرون على أنه اندروجين رئيسي في البروستات وفي جريبات الشعر.